# Realschule Creglingen
Die Realschule Creglingen ist eine Realschule in Creglingen im Main-Tauber-Kreis in Baden-Württemberg.

## Geschichte

### Schule
Die Schule wurde im April 1966 als Mittelschule Creglingen gegründet. Kommissarischer Schulleiter war zunächst Karl-Heinz Rehfeld. Der spätere Creglinger Ehrenbürger Albert Krämer wurde im September 1967 als kommissarischer Leiter an die knapp anderthalb Jahre zuvor mit zwei Klassen gegründete Realschule Creglingen berufen.
Im Jahre 1968 wurde die Schule in Realschule Creglingen umbenannt. Ab 1969 führte Albert Krämer die Realschule offiziell als Schulleiter. Im Jahre 1971 konnten neue Unterrichtsräume im neu errichteten Creglinger Schulzentrum bezogen werden. Im September 1982 wurde die Realschule vollständig zweizügig mit damals etwa 300 Schülern.
Im Jahre 1984 wurde eine neue Sporthalle eingeweiht und 1986 erfolgte die Gründung eines Volleyball-Internats. Bereits im Jahre 1990 wurden zwei Mädchenmannschaften Volleyball-Bundessieger bei Jugend trainiert für Olympia.
Im Dezember 1991 wurde ein Förderverein gegründet. 1998 gab einen Einbruch und einen Brand im Schulzentrum. Im Jahre 2006 war die Realschule Creglingen erstmals von der fünften bis zur zehnten Klasse durchgängig dreizügig. 2007 gab sich die Schule eine Schulverfassung.
Im April 2019 stellte der Creglinger Gemeinderat beim Regierungspräsidium Stuttgart den Antrag auf Einführung einer Verbundschule. Anfang Juli 2020 kam für diesen Antrag grünes Licht aus der Landeshauptstadt. Zum 1. August 2020 schlossen sich daher die Realschule Creglingen, die Werkrealschule Creglingen und die Grundschule Creglingen zu einer Verbundschule unter einem gemeinsamen Dach zusammen. Dies bedeutet jedoch nicht das Ende des dreigliedrigen Schulsystems in Creglingen, denn jede Schule bleibt in ihrer Art bestehen.

### Schulleitung
Folgende Personen waren Schulleiter der Realschule Creglingen:
| Amtszeit  | Schulleiter                        |
| --------- | ---------------------------------- |
| 1966–1967 | Karl-Heinz Rehfeld (kommissarisch) |
| 1967–1969 | Albert Krämer (kommissarisch)      |
| 1969–1991 | Albert Krämer                      |
| 1991–2013 | Leonhard Sackmann                  |
| 2013–2014 | Claudia Wiegert (kommissarisch)    |
| Seit 2014 | Diana Romen                        |

## Schulabschluss
Die Schüler werden zum Mittleren Bildungsabschluss der Realschule (Mittlere Reife) geführt.

## Schulleben und Besonderheiten
An der Realschule Creglingen bestehen folgende Angebote im Schulleben, Besonderheiten und sonstige Schwerpunkte:
- Offene Ganztagesbetreuung[8]
- Individuelle Förderung[9]
- Cafeteria[10]
- Schulsozialarbeit[11]